# Rijeka dubrovačka

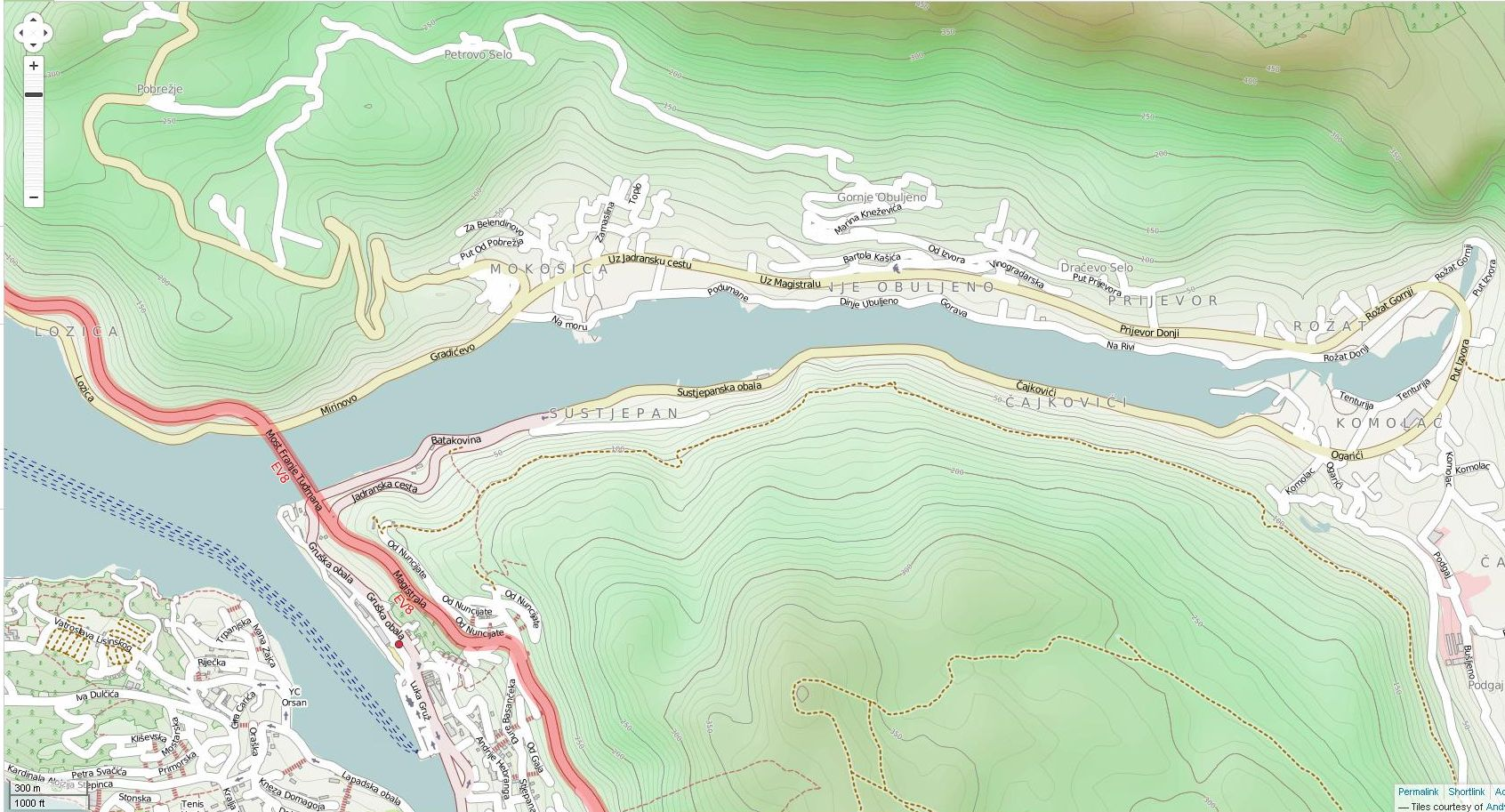
Mapa zálivu

Rijeka dubrovačka je název pro záliv, který se nachází severně od města Dubrovníka, za vrcholem Srđ. Tvoří jej mořem zatopené údolí řeky Ombla. 
První historicky doložený název zálivu byl Arion, poté byl známý pod názvem Umbla. Slovanský název Rijeka dubrovačka je poprvé doložen ve 12. století. Název Ombla se používá dnes pro řeku, která do zálivu teče (a která při nižší hladině moře během doby ledové tekla dnem dnešního zálivu).
Řeka Ombla je jedna z nejkratších na světě. Vyvěrá u obce Komolac, cca pět kilometrů od ústí do moře, z vápencové skály pod vrcholem Golubov Kamen. Voda pro vyvěračku se sbírá podzemními řekami z území, které je součástí Bosny a Hercegoviny. Jedním z jejich zdrojů je také řeka Trebišnjica a několik dalších ponorných řek z Popova pole. Po několika stech metrech od vyvěračky u obce Komolac začíná údolí řeky, které se nachází pod hladinou moře. Poté pokračuje západním směrem v šířce cca 200-300 m okolo obcí Dračevo Selo, Gornje Obuljeno až k přístavu Gruž. Samotné údolí řeky je v této zatopené části hluboké až 26 metrů. U Gruže je její údolí překonáno mostem. 
Záliv byl populární destinací pro odpočinek již v dobách existence Dubrovnické republiky. Některé tehdejší šlechtické rodiny (např. Sorgo, Resti, Caboga, Bona, Gozze, Stay, Zamagna, Giorgi, Gradi a Gondola) si zde zbudovaly rozsáhlé vily. Dnes se zde nachází celá řada chat a turistických letovisek. Podle sčítání lidu z roku 2001 zde žilo 8 475 obyvatel. Od roku 1964 je údolí řeky předmětem ochrany přírody.